# 香山武彦
香山 武彦（かやま たけひこ、本名：加藤 武彦、旧芸名：花房 錦一、1943年〈昭和18年〉6月22日 - 1986年〈昭和61年〉4月1日）は、日本の俳優・歌手。母に加藤喜美枝、姉に美空ひばり・佐藤勢津子、兄にかとう哲也、甥に加藤和也がいる。

## 経歴
- 1943年 神奈川県横浜市磯子区出身。
- 1958年 花房錦一の芸名でデビュー。
- 1963年 芸名を香山武彦に改名。
- 1982年 芸能界を引退。翌1983年からは飲食店を経営するも一年足らずで閉店。この頃から酒の量も増えていく。
- 1986年 持病であった糖尿病が悪化して入院し、急性心不全のため死去。42歳没。晩年は飲食店経営の失敗など心労も重なってか体調を崩しがちで、その末の死となった。法号は照樹院悟道日武居士。奇しくも兄・かとう哲也とおなじ死因・年齢での他界であった。墓所は横浜市営日野公園墓地にある。加藤家の菩提寺は港南区の唱導寺。

## 映画
- 江戸っ子判官とふり袖小僧
- ひばり捕物帖 折鶴駕篭 - 五郎八
- 次郎長血笑記 殴り込み荒神山 - 豚松
- さいころ無宿 - 空っ風の半次
- 忍術大阪城 - 真田大助
- 花かご道中 - 金太
- 花のお江戸のやくざ姫 - 虎吉
- てなもんや三度笠 - 若松
- 続・てなもんや三度笠 - 駒下駄の茂兵衛
- 祇園祭 - 町衆

## テレビドラマ
- てなもんや三度笠 - 駒下駄の茂兵衛
- 新書太閤記（1959年）
- 銭形平次
  - 第158話「獅子の舞」
  - 第631話「殺しを頼んだ女」
- 清水次郎長（1971年） - 大野鶴吉
- 吉宗評判記 暴れん坊将軍
  - 第12話「紀州から来た凄い女」（1978年） - 佐吉
  - 第13話「嵐を呼んだ江戸土産」（1978年） - 佐吉
  - 第21話「纏は見ていた」（1978年） - 幸吉
  - 第38話「黒潮の渦を斬る女」（1978年） - 佐吉
  - 第178話「土俵に賭けた舞扇」（1981年） - 名主の息子・藤吉
- 柳生一族の陰謀 第17話「白い毒蜘蛛」（1979年） - 清水房三郎
- 大江戸捜査網 第442話「決死の御金蔵破り」（1980年） - 佐吉 ※他出演多数
- 徳川金蔵破り 家康の首 - 酉造
- 地獄の左門十手無頼帖 「女菩薩供養」（1983年、CX / 東映） - 若月俊之介

## 楽曲
- コーヒーが冷めちゃった（花房錦一名義）
- 俺の星だよ／青春の旅がらす (香山武彦名義)
- 出てこい出てこい／浜っ子マドロス (香山武彦名義)
- もの申す／男が口笛吹く時は (香山武彦名義)
- ヤーダヤダヤダ風来坊／おいどん節  (香山武彦名義)
- 二人は仲良し（香山武彦名義、林与一とのデュエット）
- 人生夫婦箸（香山武彦名義）